# Zabierzów Rząska
Zabierzów Rząska – przystanek osobowy w Rząsce, w województwie małopolskim, w Polsce.
Przystanek został otwarty 15 lutego 2007. Jego pierwotna nazwa, Kraków Business Park, pochodziła od znajdującego się obok centrum biurowego Kraków Business Park, obecnie Eximius Park. Był to początkowo jedyny przystanek kolejowy w powiecie krakowskim wyposażony w dwie windy dla niepełnosprawnych, jednak zostały one z czasem wyłączone z użytku, a wraz z modernizacją zostały one całkowicie usunięte i zastąpione pochylniami.
Przystanek jest położony na miejscu funkcjonującego do XIX w. kamieniołomu, powstałego w miejscu wapiennego pagórka wyniesionego ponad bagienną dolinę Rudawy. Obiekt obsługuje ruch lokalny z Krakowa w kierunku m.in. Krzeszowic, Oświęcimia, Katowic, Tarnowa oraz Rzeszowa.
W marcu 2011 w budynku centrum biurowego Kraków Business Park została otwarta kasa Przewozów Regionalnych.

## Ruch pasażerski
| Rok  | Wymiana pasażerska na dobę |
| ---- | -------------------------- |
| 2017 | 500-699                    |
| 2022 | 200-299                    |

Wraz z korektą rozkładu jazdy w marcu 2022 roku, przy okazji modernizacji przystanku, zmieniono dotychczasową nazwę przystanku na Zabierzów Rząska, mimo wcześniejszych planów zmiany nazwy na Zabierzów Eximius Park.